# John Agar
John George Agar Jr. (Chicago, Illinois, 31 de enero de 1921 - Burbank, California, 7 de abril de 2002) fue un actor estadounidense.

## Biografía
Era el mayor de los cuatro hijos de un empaquetador de carne. John Agar trabajó junto a John Wayne en las películas Fort Apache, Arenas sangrientas y She Wore a Yellow Ribbon (La legión invencible), pero posteriormente fue relegado a participar en películas de serie B, tales como Tarántula (Tarantula, 1955, de Jack Arnold), The Mole People (1956, de Virgil W. Vogel), The Brain from Planet Arous (1957, de Nathan H. Juran), Attack of the Puppet People (1958, de Bert I. Gordon) y Hand of Death (1962, de Gene Nelson).
Agar se educó en la Harvard School for Boys y en la Academia Lake Forest, en Chicago, y se graduó en la Pawling Preparatory School de Pawling, Nueva York. Con su familia se mudó a Los Ángeles en 1942, tras la muerte de su padre. Durante la Segunda Guerra Mundial sirvió con las fuerzas aéreas, y dejó las fuerzas armadas en 1946 con el grado de sargento. 
Fue el primer marido de Shirley Temple, de 1945 a 1950, y este matrimonio le dio un rápido contrato de película con el independiente productor David O. Selznick. Agar y Temple trabajaron juntos en Fort Apache. También participó en la película ¡Tarántula!. Esta oportunidad la desperdició al empezar a frecuentar centros nocturnos y ser arrestado varias veces por conducir ebrio. Agar y Temple tuvieron una hija: Linda Susan Agar.  Linda fue conocida más tarde como Susan Alden Black, al usar el apellido de su padrastro: Charles Alden Black (1919 – 2005).
Tras su divorcio de Temple, Agar continuó su carrera en el cine. Pero el alcoholismo la terminó arruinando: lo relegó a producciones de bajo presupuesto. Agar se volvió a casar en 1951 con la modelo Loretta Barnett Combs (1922 - 2000). Permanecieron juntos hasta la muerte de ella en el 2000. Tuvieron dos hijos: Martin Agar y John George Agar III. 
Agar falleció el 7 de abril de 2002 en Burbank, California, por complicaciones derivadas de un enfisema pulmonar.
Fue enterrado junto a su esposa en el cementerio Riverside Nacional, en Riverside (California).